# Siège d'Igueriben
Guerre du Rif
Batailles

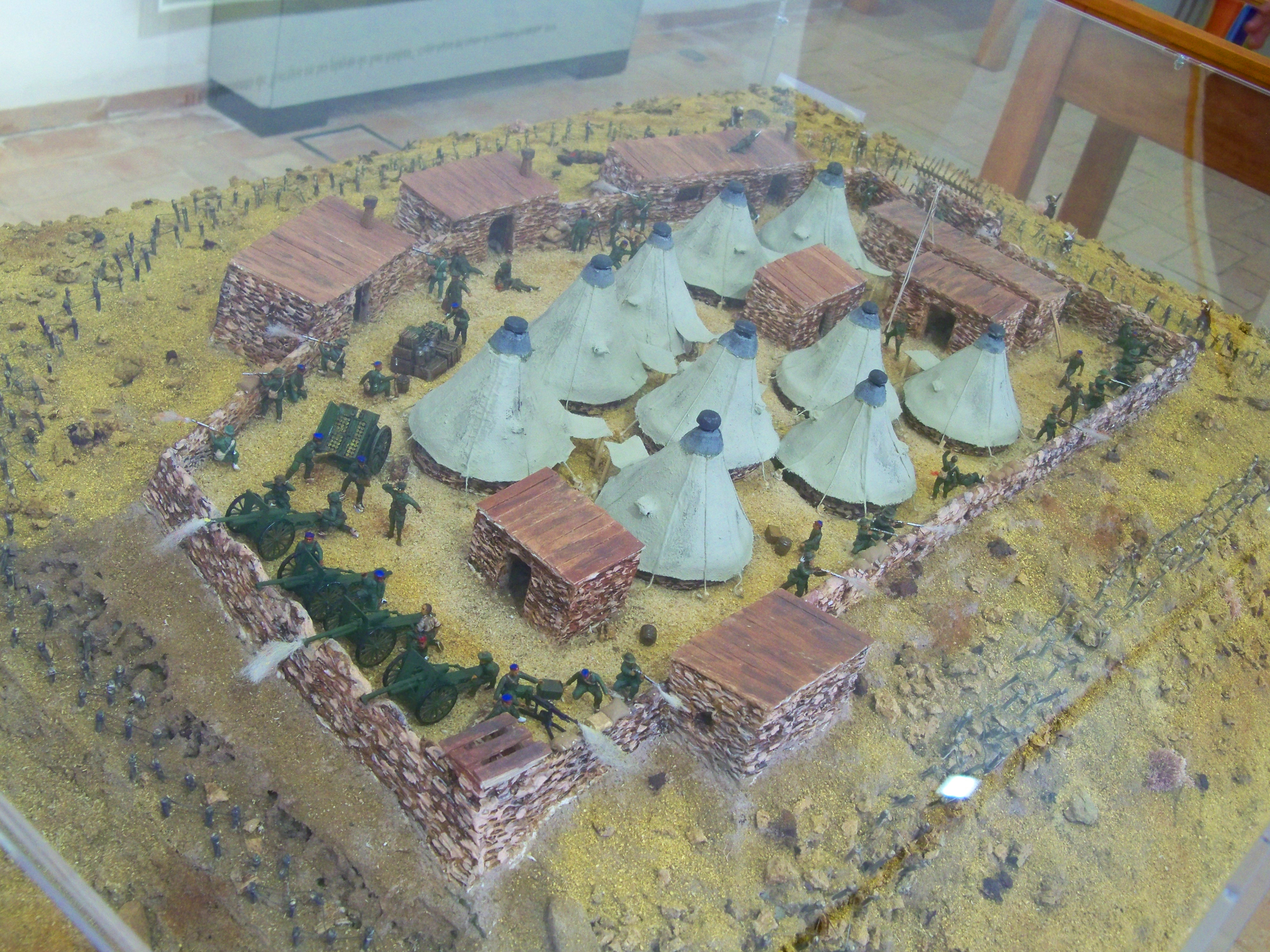
Maquette représentant le siège d'Igueriben

Le siège d'Igueriben est un affrontement opposant les tribus rifaines d'Abdelkrim à l'armée espagnole, du 16 au 21 juillet 1921.
Ce fut une victoire importante car elle permit aux rifains de se rendre maitre de la colline d'Igueriben, qui fut un repère stratégique très important qui débouchera notamment à la fameuse bataille d'Anoual,,.

## Contexte
Le 7 juin 1921, l'armée espagnole occupa Igueriben, une colline à 6 km au sud d’Anoual,.
Le nombre de combattants rifains s’élevait maintenant à 3000 hommes réunis autour d'Abdelkrim, qui avait établi son camp à Amezzaourou, chez les Temsamane à une dizaine de kilomètres d'Anoual.
Le 15 juin 1921, les Rifains prirent le contrôle de la colline de Sidi Brahim après de durs combats. La colline de Sidi Brahim permettait aux Rifains de surveiller la route entre Anoual et Igueriben,,.
Silvestre était de plus en plus inquiet. Les Rifains étaient maintenant déterminés à résister et la crainte commençait à s’installer parmi les soldats espagnols,.

## Déroulement
Le 16 juillet 1921, Abdelkrim ordonna un assaut sur le poste espagnol d’Igueriben qui fut encerclé et attaqué par ses combattants,.
Dans le poste d’Igueriben, les soldats espagnols souffraient de la soif et de la faim en raison de l’épuisement de leurs provisions. Certains soldats espagnols étaient réduits à boire leur urine pour se déshydrater,.
Sylvestre tenta de ravitailler le poste d’Igueriben mais à chaque fois, les tireurs rifains embusqués autour de la route empêchaient aux renforts espagnols d’arriver au poste,.
Sylvestre, conscient qu’il était impossible de ravitailler les soldats encerclés à Igueriben, ordonna au commandant Benítez, chef de la garnison espagnole d’Ighériben, d’évacuer la position par tous les moyens possibles.
Le 21 juillet 1921, le commandant Benítez, tenta une sortie afin d’échapper à l’encerclement rifain. Mais lui et ses 300 hommes tombèrent dans une embuscade. Benítez fut tué et peu de ses hommes réussirent à s'échapper vivants,.
La perte d’Igueriben plongea l’armée espagnole dans la crainte et la confusion. Les résistants rifains devenaient de plus en plus confiants et audacieux.